# イングランド内戦

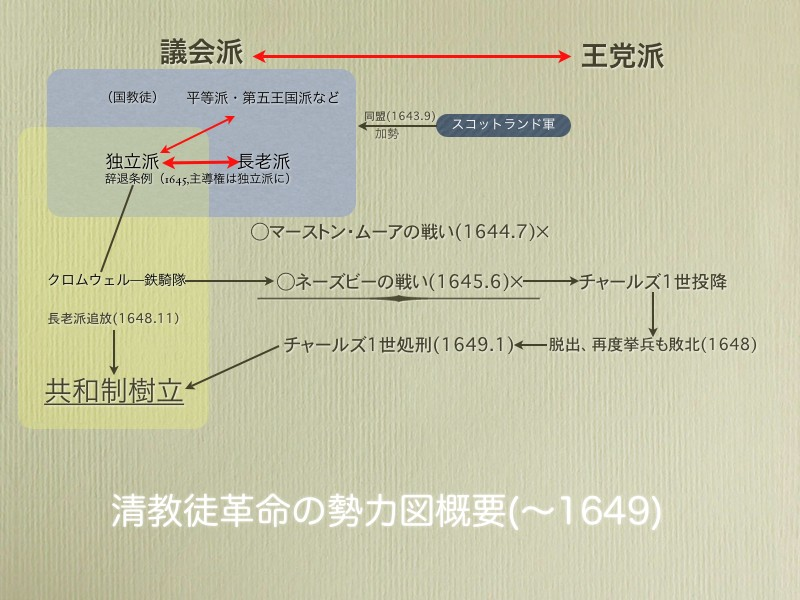
清教徒革命の勢力図概要

イングランド内戦（イングランドないせん、英語: English Civil War）は、清教徒革命におけるイングランドの騎士党（Cavaliers、王党派）と円頂党（Roundheads、議会派）の間で行われた軍事衝突である。両派は1642年から1651年までの9年間にわたって争い、3度におよんだ戦争は時期ごとに分けられている。

## 概要
1642年に始まったチャールズ1世率いる国王軍と議会軍の第一次イングランド内戦（1642年 - 1646年）は、当初国王軍に有利に推移したが、議会派の組織改革などによって議会軍が勝利した。つづいて勝利した議会派内でも深刻な対立を招き、長老派対独立派の争いは次第に議会対軍・民衆という構図にかわってゆき第二次イングランド内戦（1648年 - 1649年）は、1649年にチャールズ1世の処刑と共和政のイングランド共和国樹立という帰結にいたった。第三次イングランド内戦（1649年 - 1651年）は、1651年にウスターの戦いでチャールズ皇太子（後のチャールズ2世）が敗れ、大陸へ亡命して終結した。

## 第一次イングランド内戦

### 国王軍の優勢

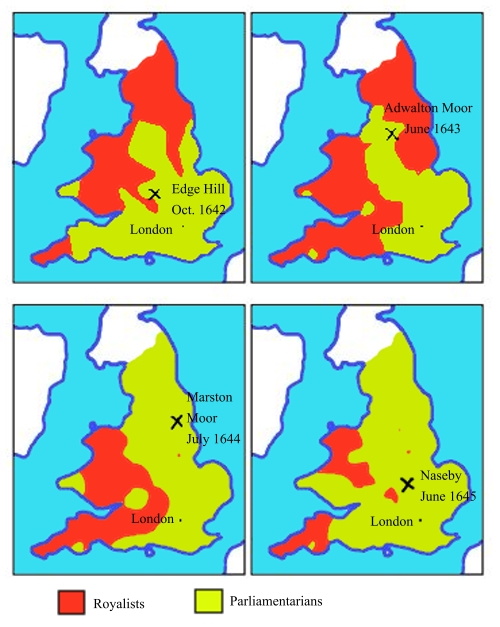
内戦勢力図。黄色は議会派、赤は王党派。
左上:1642年、右上:1643年、左下:1644年、右下:1645年。

1642年7月10日、ハル包囲戦で国王軍・議会軍の最初の干戈が交えられた。8月10日のポーツマス包囲戦では議会派が砦を陥れて勝利したが、9月23日のパウィック橋の戦いでは騎士たちの活躍により王党派が勝利するなど、一進一退の攻防が続いていた。
10月23日、エッジヒルの戦いは勝敗がつかなかったが、この戦いでいち早く議会軍の練度の低さを見て取ったオリバー・クロムウェルは鉄騎隊を結成することになった。
ロンドン攻略を諦め長期戦の構えをとった国王軍はオックスフォードを本拠として北部・西部を抑え、議会軍はロンドンを拠点に南部・東部を支持基盤とした。
11月1日、アイルズベリーの戦い。
11月12日、ブレントフォードの戦い。
11月13日、ターナム・グリーンの戦い。
1643年に入ると大勢としては国王軍有利に進み、国王軍は何度もロンドンを窺う情勢にあった。議会軍が劣勢だった理由は、その編成にあったといわれる。国王軍は正式に令状が出されて集められ、訓練・戦闘経験を積んだ者も多かったいっぽう、議会軍は民兵を主力とする混成部隊だったからである。州や都市を守るためにつくられた民兵は自分の故郷を守ることには熱心だったが、地方意識が強く、国全体のこととなると士気を高くもてなかった。また、装備・訓練・実戦経験において貴族の率いる国王軍にはるかに及ばなかった。
1643年1月19日、ブラドック・ダウンの戦い。
1月23日、リーズの戦い。
3月13日、第一次ミドルウィッチの戦い。
3月19日、ホプトン・ヒースの戦い。
3月30日、シークロフト・ムーアの戦い。
4月3日、キャンプ・ヒルの戦い。
4月13日、レディング包囲戦。
4月25日、ソアトン・ダウンの戦い。
5月16日、ストラットンの戦い。
6月18日、チャルグローブ・フィールドの戦い。
6月30日、アドウォルトン・ムーアの戦いではトーマス・フェアファクス軍が敗走するなど、議会軍の弱体さが際立った。後にクロムウェルは当時を顧みて、民兵の混成部隊だった議会軍を「よぼよぼの召使いや給仕やそんな連中」と述懐している。
はかばかしくない戦況に議会派は軍の再編を急いで進めた。東部の諸州が連合してつくられた東部連合軍をはじめ、西部連合軍なども編成され、議会軍の組織化が進んだ。これらの再編によってただちに議会軍が精強になったわけではなく、軍の内外で様々な問題をかかえていた。議会内の見解の一致がとれていないことや、革命の目指す方向がないことなどがその主な理由であった。
7月5日、ランスダウンの戦い。
7月13日、ラウンドウェイ・ダウンの戦い。
7月26日、ブリストル陥落。
7月28日、ゲインスバラの戦い。クロムウェルは当時、東部連合軍の鉄騎隊隊長であった。
8月3日、グロスター包囲戦。
いっぽう議会軍は、劣勢な戦況や進まない軍の再編という状況から、なんとしてもスコットランド国民盟約（盟約派）の援助をとりつける必要にかられていた。イングランドの長老制導入を主張するスコットランド側の盟約派が用意した文面に対して、交渉にあたったヘンリー・ベインらは若干の修正を施したあいまいな表現の声明文を提案した。すなわち、「神の言葉にしたがって」と文頭に付け加えることによって、解釈に幅をもたせてスコットランドとの合意を実現した（厳粛な同盟と契約）。それでもイングランド側の宗教会議（ウェストミンスター会議）で紛糾したが、「人殺しが病人に襲いかかってきたとき、病人は薬を飲み続けて殺されるに任せるだろうか、それとも薬をすてて武器をとって立ち向かうだろうか」というジョン・ピムの演説も奏功し、1643年9月2日にイングランド側でもどうにか合意をとりつけた。ニューバリーなどで中小規模の戦いが続いた。
9月18日、アルドボーン・チェイスの戦い。
9月20日、第一次ニューバリーの戦い。
10月9日、ハル包囲戦。
ヘプトンストールの戦い。
10月11日、ウィンスビーの戦い。
11月4日、オルニー橋の戦い。
11月6日、ベーシング・ハウス包囲戦。
12月8日、ジョン・ピムが末期ガンで死去。
12月13日、アルトンの戦い。
12月26日、第二次ミドルウィッチの戦い。

### 財政危機と転換点
両軍は戦闘の長期化に伴い、財政危機を迎えはじめていた。国王軍はアイルランド・カトリック同盟と、議会軍はスコットランド盟約派と交渉を始め、それぞれから一定の支持をとりつけたが、その影響が戦局を左右する一因ともなった。国王軍がアイルランドのカトリック同盟から得た資金提供はわずかであり、アイルランド軍の派遣は拒否された。
盟約派は約束通り1644年1月9日に援軍（カヴェナンター）を派遣し、ヨーク周辺で国王派のニューカッスル公の軍をおびやかすことになった。
1644年1月25日のナントウィッチの戦いでは、講和によってアイルランドから引き返すことができた国王軍の反乱鎮圧部隊が撃破されてしまい、カトリック同盟との講和が国王軍にもたらした利益は微々たるものとなった。さらにカトリック勢力と結んだことによって、王への不信感を醸成させるという結果も招いた。
2月27日、ラソム・ハウス包囲戦。
3月20日、ボルドン・ヒルの戦い。
3月21日、ニューアークの救援。
3月29日、チェリトンの戦い。
4月、セルビーの戦い。
4月22日、ヨーク包囲戦。
5月3日、リンカン包囲戦。
5月28日、ボルトン虐殺。
6月29日、クロップレディ橋の戦い。
7月2日、マーストン・ムーアの戦いでは、さらに東部連合軍と合流し、議会軍に圧倒的勝利をもたらした。この戦いを勝利に導いたクロムウェルが一躍、議会軍の中で注目されるようになった。

### 軍・議会の再編と膠着からの脱却
クロムウェルの騎兵隊はこの時すでに鉄騎隊とよばれ勇名を馳せていたが、それだけでは国王軍を撃破することはできなかった。各地方では依然として国王派が優勢であり、再編されたはずの議会軍もばらばらの行動をとり続けていたのである。さらに議会内でも、和平派（長老派）と改革派（独立派）の対立が激化し、悲観的な雰囲気さえ流れ始めていた。政治的にも軍事的にもなお議会派は「烏合の衆」であり、結束を強化する必要に駆られていた。この動きが出始めたのは、軍の指揮官たちからであった。
このとき、和平派（長老派）によって、王党派との交渉が行われていた。この交渉が不調に終わると、改革派（独立派）が議会内で勢いを得て、鉄騎隊の組織機構を軍全体に広げて団結を強める「ニューモデル条例」、無能な指揮官（議員を兼職する指揮官）を軍から排除する辞退条例を成立させた。こうして誕生したニューモデル軍の統一的行動により、戦況は有利に展開することとなる。
8月2日、ロストウィシールの戦い。
9月18日、モンゴメリー城の救援。
10月27日、第二次ニューベリーの戦い。
1645年6月14日、ネイズビーの戦いで国王軍主力を叩き潰すにいたった。以降1年をかけて議会軍は各地を平定した。
7月、3次にわたるトーントン包囲戦が終結（1644年9月から）。
7月10日、ラングポートの戦い。
9月、第二次チェスター包囲戦開始（1646年2月まで）。
9月24日、ロウトン・ヒースの戦い。
1646年2月16日、トリントンの戦い。
3月21日、ストウ＝オン＝ザ＝ウォールドの戦い。
5月、オックスフォード包囲戦。
チャールズ1世は自らの負けを悟って再度の和平交渉を持ちかけた。このとき議会の主導権を握っていた独立派は和平の提案を一蹴し、チャールズ1世は独立派と疎遠になりつつあったスコットランドに逃亡した。しかし結局国王の身柄はイングランドに引き渡され、核を失った国王軍は議会軍に投降し、1647年1月に内戦はひとまず幕を迎えた。

## 内部対立
軍事的対立が一段落すると、議会内で主導権を取り返した「長老派」と「独立派」の対立が再燃した。この対立は次第に議会と軍の対立へと構図を変えていき、議会内のみならず、言論界でも巻き起こった。長老制教会体制と教会の秩序維持を支持する長老派と、信仰は個人の自主性が尊重されるべきであるとする分離派のパンフレット合戦が起こった。独立派は、政治的には長老派と対立していたものの、宗教観としては分離派と長老派の中間に立っていた。形だけの長老制樹立法案が通過し、さらに議会が軍を解散させようとしたことなどが重なり、兵士たちは信仰の自由と民主主義を唱えて猛然と反発した。このころから市民・兵士の間で平等派が力を増していった。
1647年から独立派と平等派はそれぞれの政治綱領として『建議要目』『人民協定』を起草、10月、両派の主張が激突したパトニー討論ではニューモデル軍の多数派だった平等派の不満が噴出したが、独立派のヘンリー・アイアトンとクロムウェルに押さえ込まれた。11月11日、この会議を聞いて暗殺を恐れたチャールズ1世がハンプトン・コート宮殿から脱出した為、国王の処刑を求めたアジテーターの勢いはさらに増すことになった。

## 第二次イングランド内戦

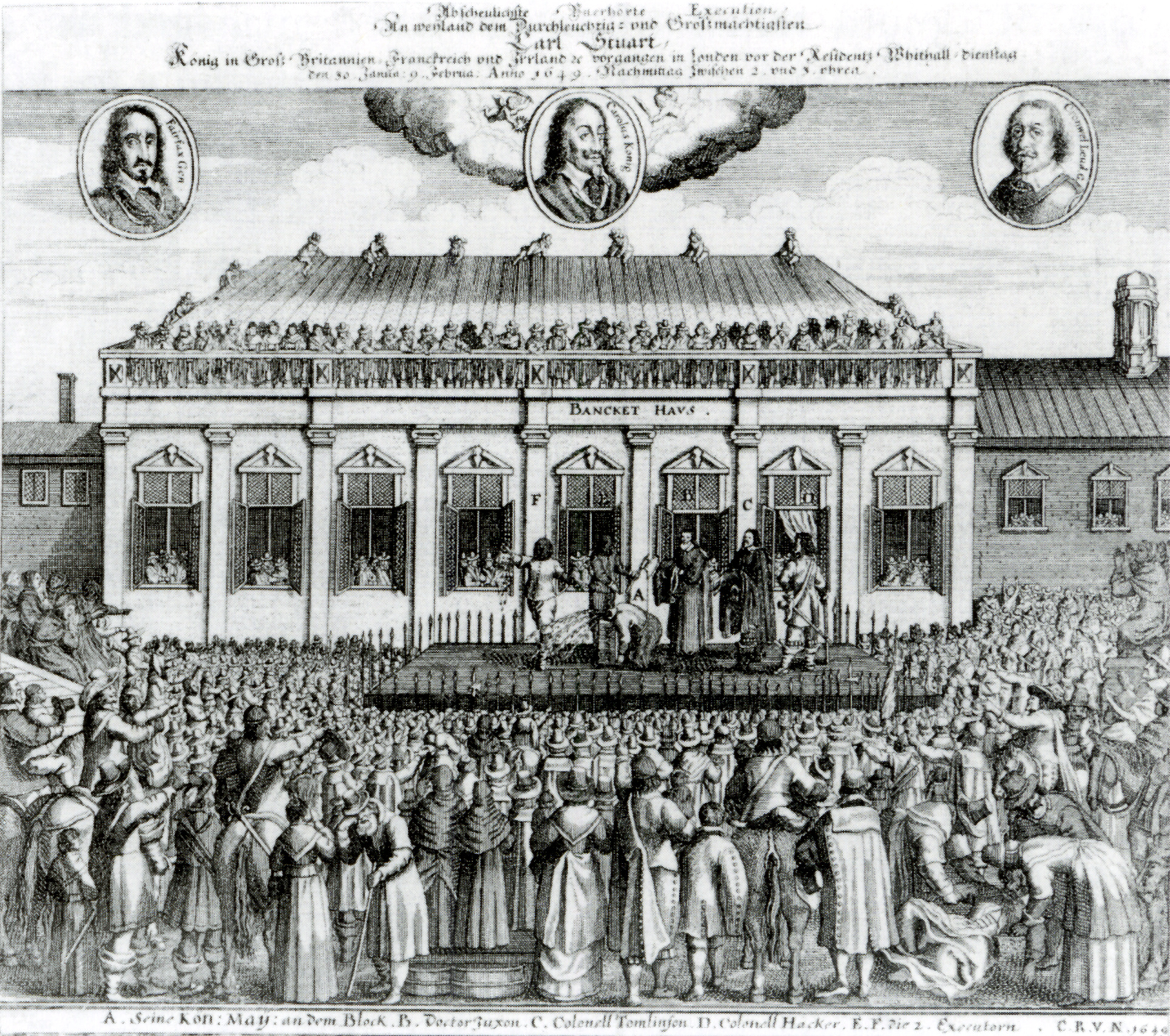
チャールズ1世の処刑

スコットランド内戦中、議会とスコットランド国教会は長老制を徹底しないことに不満を持っていた為、イングランドとスコットランドそれぞれの内部対立を奇貨とした王チャールズ1世と国王派は、1647年12月にスコットランドと結託して和解契約を結びエンゲージャーズを結成し、1648年3月に再度戦いを挑んだ（第二次イングランド内戦）。
5月8日、セント・ファーガンスの戦い。
5月31日、ペンブルック包囲戦。
6月1日、メードストンの戦い。
6月12日、コルチェスター包囲戦。
7月、フランスでフロンドの乱が勃発。
8月17日、プレストンの戦い。

### プライドのパージと共和政成立
第二次イングランド内戦は半年であっけなく鎮圧され、国王との和解が不可能であることが平等派だけでなく独立派にも認識されるようになった。また、当時内戦による統制の失効で出版物が大量に出回るようになっており、パンフレットやニューズブック類、説教での主張や議論を通し、チャールズ1世の裁判の前に国王の死という運命が徐々に形成されていった。いまだ国王との和解を諦めていない長老派を主流とする議会にクロムウェルもようやく見切りをつけ、1648年12月6日、プライド大佐は一隊を率いて議会に乱入し長老派議員を議会から締め出した（クロムウェルは北イングランドにいたため不在）。これが『プライドのパージ』とよばれる軍事クーデターであり、残った五十数名の議員のみからなる下院（ランプ議会）を承認した。
ランプ議会は翌1649年1月から国王チャールズ1世の裁判を開始し、27日に死刑の判決が下り、30日にチャールズ1世は処刑された。貴族院が廃止され、5月13日にバンベリーで平等派が扇動した軍の反乱が鎮圧されて5月17日に首謀者が処刑され、5月19日に共和政のイングランド共和国（1649年 - 1660年）の樹立を宣言した。一方、2月5日にチャールズ1世の処刑をうけて、チャールズ2世の即位がスコットランドで宣言された。

## 第三次イングランド内戦
1650年9月3日、ダンバーの戦い。
1651年7月20日、インヴァーキーシングの戦い。
8月13日、ウォリントン橋の戦い。
8月25日、ウィガン・レーンの戦い。
8月28日、アップトンの戦い。
9月3日、ウスターの戦い。チャールズ2世が大陸へ亡命。

## 関連作品
- 『清教徒』 - ヴィンチェンツォ・ベッリーニ作曲のオペラ
- 『クロムウェル』（1970年） - リチャード・ハリス主演、クロムウェルを中心としたイングランド内戦が題材の映画
- 『クロムウェル〜英国王への挑戦〜』（2003年） - マイク・バーカー監督の映画
- Cruel Necessity（Victory Point Games,2014年） - 第一次~第三次のイングランド内戦を議会派となり国王軍と戦う一人用ボードゲーム